# مبادئ التصرف في حالات الطوارئ
مبادئ التصرف في حالات الطوارئ هي مجموعة القواعد الإرشادية الواجب اتباعها من قبل الشخص، أو الأشخاص، المتواجدين في مكان حدوث حالة طوارئ. ولا تسمح طبيعة حالات الطوارئ بوضع قائمة محددة من الإجراءات ليتم اتخاذها قبل حدوث الحالة، ومن ثَمَّ تُشكّل المبادئ إطارًا تُبنى عليه مجموعة من التصرفات اللاحقة.
تتباين، إلى حد كبير، نسبة الالتزام بالمبادئ بين من سيعملون كمنقذين تبعًا للتدريب الذي تلقاه من يتولون حالات الطوارئ، وما يتوافر من دعمٍ من جهات خدمات الطوارئ (وكذلك الوقت اللازم للوصول لمكان حالة الطوارئ)، وطبيعة الحالة نفسها.
يتداخل العديد من مبادئ التصرف في حالات الطوارئ مع مبادئ الإسعافات الأولية، ومكافحة الحرائق، والعديد من خدمات الطوارئ الأخرى.

## المبدأ الأساسي للتصرف في حالات الطوارئ
إن المبدأ الأساسي الواجب تعليمه في جميع أنظمة الإغاثة تقريبًا هو أهمية أن يدرك المنقذ، سواء كان شخصًا عاديًا أو عاملاً بالإنقاذ، خطورة الموقف.
يكمن السبب وراء إعطاء هذه الأولوية الكبيرة لإدراك الخطر في أهميته بالنسبة لإدارة حالة الطوارئ، حيث يضمن هذا الإدراك ألّا يصير المنقذ ضحية بدوره في أي حادثة لاحقة، متسببًا في حالة طوارئ جديدة يجب التعامل معها.
يتطلب التقييم المثالي لخطورة الموقف رصدًا دقيقًا لكل ما يحيط بالمنقذ، بدءًا من سبب الحادثة (مثلاً سقوط جسم معين)، ويتسع ليضم أي أخطار وقتية (مثل حركة المرور السريعة)،والمعلومات التي يقدمها شهود الحادثة، أو المارة، أو أجهزة الإغاثة (فمثلاً ربما يكون المعتدي لا زال مختبئًا بالجوار).
وبمجرد اكتمال التقييم الأولي للخطر، ينبغي ألا يتم إنهاء عملية الرصد، بل من الواجب إعلام جميع أطراف العملية.
وعند أي مؤشر لوقوع خطرٍ على قدرٍ من الجدية يتهدد المنقذ (كعامل احتمالي أو حقيقي)، من الواجب تقدير إذا ما كان من الأفضل الاقتراب من موقع الحادثة (أو الابتعاد إن كان ذلك هو التصرف الأمثل).

## مبادئ تقييم حالة الطوارئ
يقوم المنقذ، بمجرد انتهائه من التحقق الأولي للخطر، باتباع مجموعة من القواعد، تعتمد بشكلٍ كبيرٍ على الفطرة والإدراك السليم، وهذه المبادئ التقييمية هي التي يسأل عنها مسئولو خدمات الطوارئ عند استدعائهم.
تتضمن هذه المعلومات عدد المصابين وتاريخ ووقت الحادثة والمكان وطريقة الدخول للموقع ونوع خدمة الطوارئ الواجب استدعاؤها أو الموجودة بالفعل في موقع الحادثة. يوجد العديد من الرموز التذكيرية التي تساعد المنقذين على إجراء هذا التقييم وهي: CHALET (تشير إلى المصابين والمخاطر وطريقة الوصول والمكان وخدمات الطوارئ ونوع الحادثة)؛ وETHANE (الموقع الدقيق ونوع الحادثة والمخاطر وطريقة الوصول وعدد المصابين وخدمة الطوارئ المناسبة).
في الحوداث صغيرة النطاق (مصاب واحد أو اثنان)، قد يلجأ المنقذ إلى إجراء تقييم الإسعاف الأولي للمريض، والذي يؤدي كذلك إلى جمع أكبر قدر من المعلومات عن الحالة. يعد نظام إيه بي سي (ABC system)، وصوره المختلفة، الأكثر شيوعًا، وفيه يفحص المنقذ أساسيات الحياة للمصاب (يستخدم وسائل حديثة لتفحص تنفسه بصورة مبدئية).
في جميع أنواع الحوادث الأكبر نطاقًا، ترشد غالبية البروتوكلات التعليمية إلى ضرورة عدم تقييم المصابين قبل استدعاء خدمات الطوارئ (في حالة وجود العديد من المصابين).
فيعطي التبليغ الدقيق عن الحادثة معلومات على قدرٍ بالغ من الأهمية بالنسبة لخدمات الطوارئ تساعدهم على توصيل الموارد اللازمة للحادثة في الوقت المناسب والمكان الصحيح.

## استدعاء خدمات الطوارئ
ينبغي على المنقذ، بعد تقييم الحادثة، أن يقرر إذا ما كانت هناك حاجة للاتصال بجهة خدمات الطوارئ أم لا، وفي الكثير من الحالات، تكون حقيقة الحالة الطارئة أقل خطورةً مما تبدو عليه في أول وهلة، وقد لا تتطلب تدخل من جهات الإغاثة.
في حالة الحاجة لخدمات الطوارئ، يقوم الشخص العادي تلقائيًا بطلب الإغاثة، باستخدام رقم الطوارئ المحلي، والذي يستخدَم لاستدعاء محترفين للإغاثة، وقد يقوم مستقبل اتصالات الطوارئ بإعطاء بعض التعليمات للشخض المتواجد في موقع الحادثة عن طريق الهاتف، وكذلك نصائح إضافية بالإجراءات الواجب اتخاذها.

## ما ينبغي عمله أثناء انتظار خدمات الطوارئ
يعتمد ما يمكن عمله بعد استدعاء جهات خدمات الطوارئ على المساعدة التي يمكن لتلك الجهات تقديمها، ففي غالبية الحالات، في المناطق الحضرية، تأتي الإغاثة في غضون دقائق من الاتصال، على غير الحال في الأماكن النائية أو الريفية، حيث يزيد معدل الوقت الذي تحتاجه الإغاثة للوصول.
قد تتضمن هذه الإجراءات:
- الإسعاف الأولي للمصابين في موقع الحادثة.
- الحصول على معلومات عن تاريخ الحادثة لتقديمها إلى جهات خدمات الطوارئ.
- التحقق من وجود مصابين أخرين، أو مصابين لم تتم ملاحظتهم من قبل.

وفي حالة تأخر وصول الإغاثة، من الممكن عمل الآتي:
- إبعاد المصابين عن الخطر
- اتخاذ إجراءات طبية أكثر تقدمًا، وهو أمر يعتمد على التدريب.